# Lista zabytków w Senglei
Jest to lista zabytków w miejscowości Senglea (malt. L-Isla) na Malcie, które są umieszczone na liście National Inventory of the Cultural Property of the Maltese Islands.

## Lista
| Nazwa zabytku                                                | Lokalizacja                                       | Współrzędne                                   | Nr na liście NICPMI | Zdjęcie |
| ------------------------------------------------------------ | ------------------------------------------------- | --------------------------------------------- | ------------------- | ------- |
| Nisza Narodzenia Matki Bożej                                 | Mina ta’ Sant’Anna                                | 35°53′05,6″N 14°31′09,6″E/35,884887 14,519334 | 00682               |         |
| Kościół parafialny pw. Narodzenia Najświętszej Maryi Panny   | Misraħ il-Papa Benedittu XV                       | 35°53′08,5″N 14°31′04,6″E/35,885688 14,517940 | 00683               |         |
| Nisza Matki Bożej z Góry Karmel                              | Triq L-Oratorju                                   | 35°53′08,1″N 14°31′04,3″E/35,885575 14,517863 | 00684               |         |
| Nisza św. Pawła                                              | 29 Triq il-Vitorja / Triq San Pietru u San Pawl   | 35°53′11,7″N 14°31′03,7″E/35,886581 14,517706 | 00685               |         |
| Nisza św. Piotra                                             | Triq il-Vitorja / Triq San Pietru u San Pawl      | 35°53′11,8″N 14°31′04,7″E/35,886613 14,517972 | 00686               |         |
| Nisza św. Pawła                                              | 28 Triq il-Vitorja / Triq San Pietru u San Pawl   | 35°53′11,5″N 14°31′03,9″E/35,886533 14,517752 | 00687               |         |
| Statua św. Józefa                                            | Triq il-Mina tax-Xatt / 265 Triq iż-Żewġ Mini     | 35°53′14,0″N 14°31′04,3″E/35,887227 14,517870 | 00688               |         |
| Nisza św. Pawła                                              | Triq San Ġiljan / Triq iż-Żewġ Mini               | 35°53′15,1″N 14°31′03,3″E/35,887529 14,517575 | 00689               |         |
| Kościół św. Juliana                                          | Triq San Ġiljan / Triq iż-Żewġ Mini               | 35°53′15,1″N 14°31′03,6″E/35,887517 14,517660 | 00690               |         |
| Statua Madonny z Dzieciątkiem                                | Misraħ L-Erbgħa ta’Settembru                      | 35°53′15,7″N 14°31′01,3″E/35,887701 14,517040 | 00691               |         |
| Statua św. Michała Archanioła                                | Triq San Mikiel / Triq is-Sur                     | 35°53′16,3″N 14°30′57,1″E/35,887873 14,515866 | 00692               |         |
| Nisza Niepokalanego Poczęcia                                 | Triq il-Ponta / Triq id-Duluri                    | 35°53′17,8″N 14°30′57,2″E/35,888288 14,515880 | 00693               |         |
| Nisza Matki Boskiej Bolesnej                                 | 25 Triq id-Duluri                                 | 35°53′17,2″N 14°30′56,8″E/35,888113 14,515779 | 00694               |         |
| Nisza Matki Boskiej Bolesnej                                 | Triq il-Vitorja / Triq id-Duluri                  | 35°53′18,5″N 14°30′58,7″E/35,888478 14,516314 | 00695               |         |
| Nisza Najświętszego Serca Jezusa                             | Triq Sant’Anġlu                                   | 35°53′20,0″N 14°30′56,2″E/35,888895 14,515607 | 00696               |         |
| Nisza Matki Boskiej Bolesnej                                 | Triq il-Ponta / Triq San Franġisk                 | 35°53′20,6″N 14°30′55,1″E/35,889045 14,515312 | 00697               |         |
| Nisza św. Filipa Neri                                        | Pjazza Francesco Zahra                            | 35°53′22,3″N 14°30′55,5″E/35,889538 14,515419 | 00698               |         |
| Nisza Matki Bożej z Lourdes                                  | Triq iż-Żewġ Mini / Triq il-Grigal                | 35°53′23,8″N 14°30′54,9″E/35,889947 14,515263 | 00699               |         |
| Kościół Matki Bożej Bezpiecznej Przystani (św. Filipa Neri)  | Triq iż-Żewġ Mini / Triq il-Grigal                | 35°53′22,9″N 14°30′55,0″E/35,889699 14,515280 | 00700               |         |
| Nisza Matki Bożej Bezpiecznej Przystani                      | Triq is-Sirena                                    | 35°53′25,7″N 14°30′53,0″E/35,890477 14,514711 | 00701               |         |
| Nisza Krzyża Chrystusa                                       | Il-Ponta ta’ L-Isla                               | 35°53′26,6″N 14°30′50,0″E/35,890717 14,513884 | 00702               |         |
| Nisza Matki Bożej z Lourdes                                  | Xatt Juan B. Azopardo                             | 35°53′23,7″N 14°30′59,0″E/35,889925 14,516376 | 00703               |         |
| Nisza Matki Bożej z Lourdes                                  | 97 Triq San Ġużepp                                | 35°53′13,4″N 14°31′06,5″E/35,887066 14,518479 | 00704               |         |
| Senglea                                                      | Senglea                                           | 35°53′15,8″N 14°31′01,5″E/35,887712 14,517094 | 1496                |         |
| Bastion św. Michała – Senglea                                | Triq il-Mons. Penzavecchia                        | 35°53′04,2″N 14°31′08,1″E/35,884492 14,518904 | 1497                |         |
| Nadszaniec św. Michała – Senglea                             | Bastion św. Michała                               | 35°53′04,9″N 14°31′07,5″E/35,884682 14,518752 | 1498                |         |
| Mur obronny z kazamatami i bramą główną – Senglea            | Misraħ Ġorġ Mitrovich                             | 35°53′06,0″N 14°31′09,9″E/35,885010 14,519422 | 1499                |         |
| The Spur – Senglea                                           | Il-Ponta ta’ L-Isla                               | 35°53′26,4″N 14°30′50,6″E/35,890658 14,514059 | 1500                |         |
| Bateria Grunenburga – Senglea                                | il-Ponta ta’ L-Isla                               | 35°53′26,6″N 14°30′52,2″E/35,890736 14,514503 | 1501                |         |
| Linia obronna od strony Corradino – Senglea                  | Triq is-Sur (od The Spur do bastionu św. Michała) | 35°53′13,2″N 14°30′59,5″E/35,887008 14,516516 | 1502                |         |
| Platforma na tyłach The Spur – Senglea                       | Il-Ponta ta’ L-Isla / Triq is-Sirena              | 35°53′25,8″N 14°30′53,1″E/35,890513 14,514763 | 1503                |         |
| Lewy krańcowy mur obronny z kazamatami (il-Maċina) – Senglea | il-Maċina                                         | 35°53′07,4″N 14°31′11,4″E/35,885383 14,519835 | 1504                |         |
| Brama św. Anny – Senglea                                     | Misraħ Ġorġ Mitrovich                             | 35°53′05,5″N 14°31′09,7″E/35,884852 14,519359 | 1505                |         |
| Kurtyna obok bastionu św. Michała – Senglea                  |                                                   | 35°53′04,6″N 14°31′06,0″E/35,884604 14,518333 | 1506                |         |